# Импхал
И́мпхал (англ. Imphal МФА: [ɪmˈfɑl]о файле; манипури মনিপুর / ꯏꯝꯐꯥꯜ [im.pʰal]) — административный центр индийского штата Манипур. 
Расположен в долине, окружённой холмами, с которых стекает несколько небольших рек. В центре города расположены руины старинного форта Кангла, которые до 2003 года были заняты вооруженными подразделениями индийской армии. Название «Импхал» производно от манипурского слова «Юмпхал», в переводе означающее «собрание домов».

## История

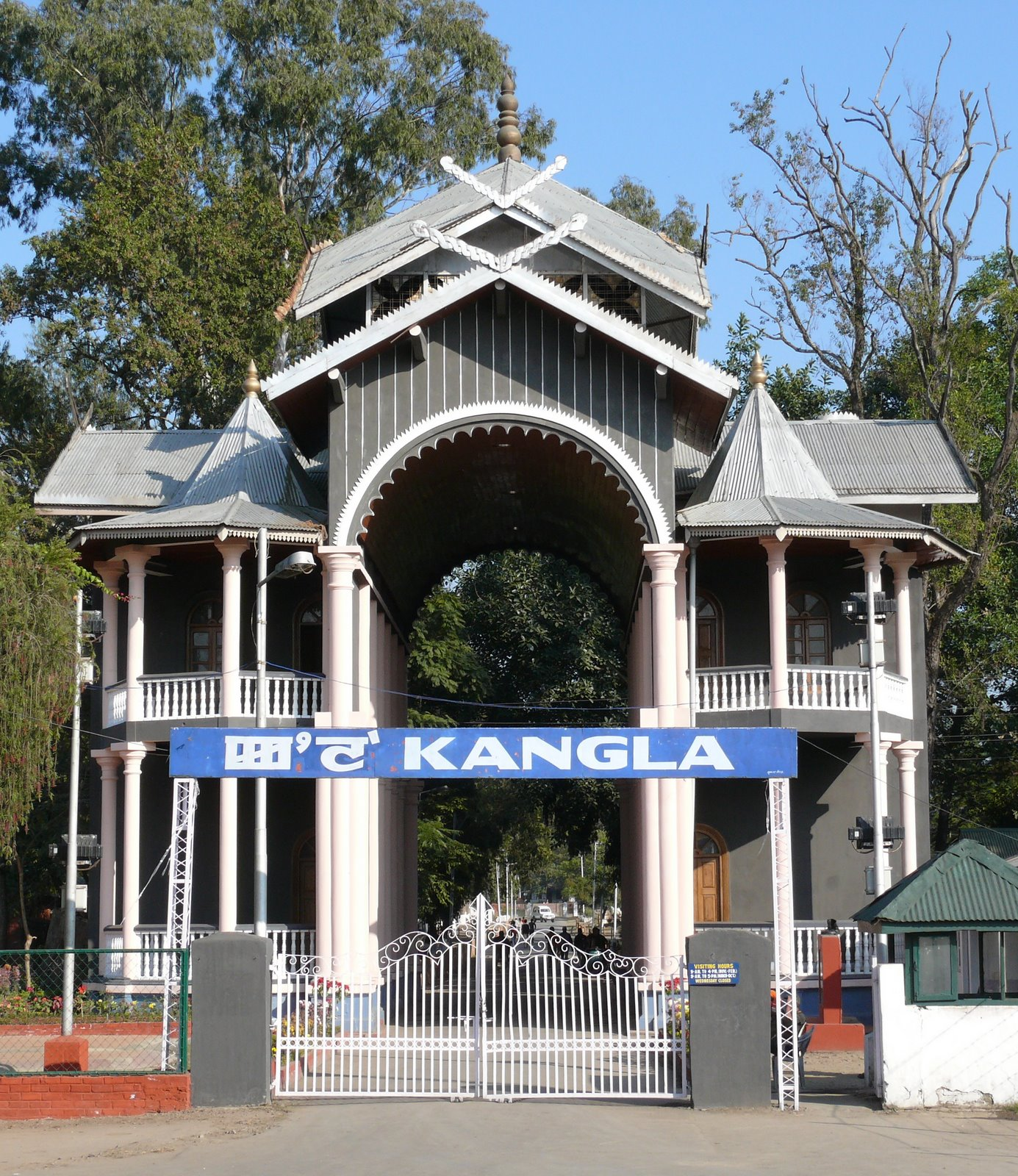
Главный вход в Форт Кангла

Труднодоступность и географическая изолированность Манипурской долины обусловили длительное независимое развитие Манипура и его столицы — Импхала. В 1891 году, воспользовавшись разногласиями внутри правящей династии, в долину вторглись англичане. Вторжение англичан вызвало недовольство местных жителей, что привело к восстанию, перешедшее в англо-манипурскую войну, в ходе которой сильно пострадал дворец Кангла, возведённый в XVII веке королём Кхагембой и его сыном Кхунджаобой. С 1891 года и до обретения Индией независимости Импхал находился под управлением британцев.
Во время II мировой войны в Импхале были расквартированы британские войска. В 1944 году здесь произошла битва при Импхале между вторгшимися из Бирмы японскими и британскими войсками. В битве при Импхале японцы впервые потеряли стратегическую инициативу в войне. С 1972 года — столица штата Манипур.

## Физико-географическая характеристика
Импхал расположен в самом центре Манипурской долины, окружённой высокими горными хребтами. Средняя высота над уровнем моря — 786 м. Климат Импхала субтропический океанический (Классификация климатов Кёппена Cwa), с мягкими, сухими зимами и жарким муссонным сезоном. Средняя температура июля — 32 °C. Самый холодный месяц — январь, со средним минимумом температуры в 4 °C. Годовая норма осадков 1320 мм. Наибольшее число осадков выпадает в июне.
| Показатель                    | Янв. | Фев. | Март | Апр.  | Май   | Июнь  | Июль  | Авг.  | Сен.  | Окт.  | Нояб. | Дек. | Год    |
| ----------------------------- | ---- | ---- | ---- | ----- | ----- | ----- | ----- | ----- | ----- | ----- | ----- | ---- | ------ |
| Абсолютный максимум, °C       | 27,8 | 31,5 | 35,0 | 34,4  | 35,6  | 35,6  | 35,7  | 34,0  | 34,4  | 33,5  | 30,7  | 28,9 | 35,7   |
| Средний суточный максимум, °C | 21,7 | 23,4 | 26,9 | 28,4  | 28,9  | 29,4  | 29,0  | 29,2  | 29,0  | 28,4  | 25,4  | 22,4 | 26,9   |
| Средняя температура, °C       | 14,5 | 16,3 | 20,0 | 22,7  | 24,1  | 24,6  | 24,5  | 24,6  | 24,4  | 22,8  | 19,0  | 15,6 | 21,2   |
| Средний суточный минимум, °C  | 4,3  | 7,2  | 11,6 | 15,7  | 18,4  | 21,2  | 21,5  | 21,3  | 20,1  | 16,6  | 11,0  | 5,3  | 14,6   |
| Абсолютный минимум, °C        | −2,7 | −1,4 | 2,4  | 6,2   | 11,1  | 14,7  | 15,4  | 14,6  | 14,3  | 7,8   | 1,5   | −1,7 | −2,7   |
| Норма осадков, мм             | 11,7 | 30,8 | 91,6 | 132,7 | 158,6 | 224,9 | 222,8 | 194,8 | 147,3 | 111,5 | 46,0  | 15,1 | 1387,7 |
| Источник:                     |      |      |      |       |       |       |       |       |       |       |       |      |        |

## Население
Согласно данным переписи населения Индии 2011 года численность населения города — 264 986 человек (128 931 мужчин и 136 055 женщин). Уровень грамотности 91,7 %, выше, чем средний национальный уровень; грамотность среди мужчин составляет 95,87 %, среди женщин — 87,80 %. 9,77 % населения — дети до 6 лет.

## Достопримечательности
- Военное кладбище — место захоронения британских и индийских солдат, погибших во время II мировой войны.
- Има Кейтель («рынок матерей») — основной торговый центр города. Базар делится на две основные части — продуктовую и текстильную.
- Манипурский зоопарк[англ.]. В зоопарке содержится несколько оленей Сангаи, находящихся на грани исчезновения — осталось всего 162 особи данного вида.
- Музей штата Манипур[англ.]. В музее содержится коллекция археологических находок, одежда различных сословий местного населения разных исторических эпох, документы и оружие.